# Oskaras Koršunovas
Oskaras Koršunovas (Vilnius, 6 dicembre 1969) è un regista teatrale lituano.

## Biografia
Fra il 1988 e il 1994 ha studiato all'Accademia lituana di musica e teatro diplomandosi in regia teatrale. Ancora studente, all'Edinburgh International Festival 1990 ha messo in scena il suo primo spettacolo, There to be here, di un umorismo particolare e di una teatralità innovativa e provocatoria. Dopo gli studi ha allestito oltre 20 spettacoli, prima al Teatro drammatico nazionale lituano di Vilnius (in particolare il teatro dell'assurdo russo) e successivamente all´Oskaro Koršunovo Teatras (OKT), da lui fondato nel 1998, dove ha potuto sviluppare un proprio stile personale e una propria idea di teatro centrata su tematiche contemporanee, su caos e paradosso, assurdità e frammentazione.
Nel 2002 ha vinto il Premio Nazionale della Lituania e nel 2006 il Premio Europa Realtà Teatrali.

## Premio Europa per il Teatro
Nel marzo 2006 viene insignito del VIII Premio Europa Realtà Teatrali, a Torino, con la seguente motivazione:
Oskaras Korsunovas appartiene a quella generazione di trentenni che porta un’innegabile innovazione nella regia dell’Europa Centrale e Orientale. Nato e cresciuto a Vilnius, ha appena vent’anni quando cade il muro; da quel momento inizia per il giovane laureato all’Accademia del Teatro e della Musica di Lituania una nuova vita piena di opportunità. Ha l’energia e l’acume dei giovani artisti che si sono formati alla scuola d’arte drammatica detta “dell’Est”, e sviluppa un desiderio di lavoro mosso dall’irrefrenabile bisogno di entrare in contatto con i teatri di tutta Europa. In quindici anni ha moltiplicato gli spettacoli (più di venti) e sin dagli esordi punta il riflettore sulla società di oggi con l’ironia, l’impegno concreto e la lucidità politica che caratterizzano la sua generazione. Gioca volentieri con i classici – con Shakespeare attualizza Romeo e Giulietta in una storia di rivalità tra due famiglie di pizzaioli – ma gli interessa soprattutto rappresentare dei testi contemporanei. Si è prima nutrito delle avanguardie russe, come Daniil Harms e Aleksandr Vvedensky (il primo spettacolo che gli è valso un invito al Festival di Avignone), per poi mostrarsi deliberatamente curioso nei confronti delle scritture contemporanee, come quella del giovane drammaturgo tedesco Marius von Mayenburg. Ha messo su una vera e propria compagnia con attori e compositori, l’O.K.T. al teatro comunale di Vilnius, che ha attirato i giovani talenti del Paese ed è stata invitata dalla maggior parte dei festival internazionali, spesso col sostegno della rete europea Theorem. Riconosciuto ormai dal suo Paese (col Premio Lituano delle Arti e della Cultura) fa parte di coloro che costituisco il rinnovamento del teatro est-europeo.
In quell'occasione mette in scena Il Maestro e Margherita di Michail Bulgakov e Playing the Victim di Oleg e Vladimir Presnjakov, alla Casa Teatro Ragazzi e Giovani di Torino.